# Jakub Dvořák
Pour les articles homonymes, voir Dvorak.
Jakub Dvořák (né le 25 mai 2005 à Liberec en Tchéquie) est un joueur tchèque de hockey sur glace. Il évolue à la position de défenseur.

## Biographie

### En club
La carrière de Jakub débute le 5 février 2022. il est prêté par son club, le HC Bílí Tygři Liberec, au HC Benátky nad Jizerou qui évolue en 1. liga. Ce soir là, il affronte le SC Kolín et son équipe s'inclinne sur le score de 4-5. Il n'obtient aucun point mais est pénalisé 2 minutes pour coup de crosse.
La saison suivante, il joue dans l'Extraliga avec Liberec.
Le 25 septembre 2022, face au HC Kometa Brno, il inscrit son premier point, une passe sur un but de Lukas Derner.
Le 29 septembre 2022, en affrontant le Dynamo Pardubice, il se casse la clavicule. Cette blessure le tient éloigné de la glace jusqu'au 20 janvier 2023. Pour son retour au jeu, il affronte le HC Vítkovice et durant ce match, il se casse à nouveau la clavicule et cette blessure met un terme à sa saison avec son club.
En prévision du repêchage de 2023, la centrale de recrutement de la LNH le classe au 15e rang des espoirs européens chez les patineurs. Il est sélectionné en 54e position par les Kings de Los Angeles.

### En équipe nationale
Jakub représente la Tchéquie lors du Championnat du monde moins de 18 ans en 2021. Son équipe est éliminée par le Canada en quart de finale, sur le score de 10-3 et se retrouve classée au 7e rang.
L'année suivante, en 2022, il est de retour en tant que capitaine de sa formation. Son équipe termine à la 4e place, éliminée par la Finlande sur le score de 4-1 lors de la petite finale.

## Statistiques

### En club
| Saison    | Équipe                 | Ligue     |    | Saison régulière | Saison régulière | Saison régulière | Saison régulière | Saison régulière |   | Séries éliminatoires | Séries éliminatoires | Séries éliminatoires | Séries éliminatoires | Séries éliminatoires |
| Saison    | Équipe                 | Ligue     | PJ | B                | A                | Pts              | Pun              | PJ               | B | A                    | Pts                  | Pun                  |                      |                      |
| 2021-2022 | HC Benátky nad Jizerou | 1. liga   | 5  | 0                | 0                | 0                | 4                | -                | - | -                    | -                    | -                    |                      |                      |
| 2022-2023 | HC Bílí Tygři Liberec  | Extraliga | 24 | 0                | 2                | 2                | 6                | -                | - | -                    | -                    | -                    |                      |                      |

### En équipe nationale
| Année | Équipe       | Compétition                          |   | PJ | B | A | Pts | Pun      |  | Résultat |
| 2021  | Tchéquie U18 | Championnat du monde moins de 18 ans | 6 | 0  | 0 | 0 | 2   | 7e Place |  |          |
| 2022  | Tchéquie U18 | Championnat du monde moins de 18 ans | 5 | 1  | 2 | 3 | 8   | 4e Place |  |          |